# 土持則正
土持 則正（つちもち のりまさ、1916年 - 1994年12月13日）は、日本の陸軍軍人、スパイ、陸上自衛官。
太平洋戦争においてF機関工作員としてタイに潜伏、インド国民軍の編成や戦後のインド独立に影響を与えた藤原岩市の指揮でマレー作戦、ビルマ作戦に従事。

## 経歴
1916年、宮崎県都城市出身。陸士49期。1937年、歩兵第四十五聯隊第一中隊所属、小隊長見習士官。日中戦争に少尉として従軍、正定城攻略戦では日本刀を手に白兵戦を敢行する。機関銃や迫撃砲攻撃の最中、手榴弾を投げる敵に太刀をふるった（証言者の福田清造伍長も銃剣で二人倒す程であった）。固安城の攻撃では第九十一師五百四十五団の敵歩兵2,200人を相手に突撃した。その後、陸軍中野学校で訓練を受ける。1941年時点の階級は大尉。同年10月に藤原少佐の傘下でF機関（藤原機関）の工作員となる。タイ潜伏後、土持は大南公司社員の中国人、林静胡と名乗り、シンゴラ領事館に出入りする。10月末頃、土持は魚売りに変装したハリマオこと谷豊とも接触した。太平洋戦争が開戦すると、土持はマレーへ進出。ハジャイでは自動車運転手として活動した。この時F機関は英印軍内のインド兵を対象に離反工作を展開し、多数の投降者を日本側に引き入れる活動をしていた。また、土持は藤原と共にタニコンの村に残る英印軍部隊を無血で投降させているが、藤原が大隊長のフィッツパトリック中佐の相手をしている隙に、土持が別動隊として回り込み、インド兵に「もう大隊長は降伏してしまったぞ」と説き伏せ迅速に武装解除させた。この工作でモーハン・シン大尉を日本側に引き入れ、アロルスターの治安回復に活用した。土持は中宮悟郎中尉、米村弘少尉、国塚一乗少尉とともに投降したインド兵に教育を行い、寝返り工作に活用させ、後にモーハン・シン少将が率いるインド国民軍へ発展させた。

## 藤原機関ビルマ工作班
1942年2月25日、藤原機関ビルマ工作班の班長として活動、石川義吉、滝村正巳軍曹、マレー語通訳の北村義夫の4人とインド兵50名を率いた。尚、この異動により土持は豊の最期に立ち会うことができなかった。土持はランスループ少佐、連盟委員長ラーデイャにインド独立連盟を結成させ、ラングーンで新たな捕虜を集め150名に増員させた。更に新たに塚本中尉がビルマ工作班に参加し、北伐作戦を展開した。同年、工作班は岩畔機関へ編入、土持は総務担当となる。日本軍はビルマでインド国民軍の増員を図るが、北ビルマは主に中国国民党軍が守備しており、捕虜となった英印兵は900名余であった。戦況が悪化し、光機関がバンコクへ撤退すると、土持は残留指揮官となり、岩原生と共に小川三郎中佐の捜索とインド国民軍落伍兵の収容任務にあたった。しかし小川は自動車で移動中、英軍の攻撃により東山軍曹、ミスラ大佐と共に戦死した。終戦時、土持は少佐であった。

## 戦後
終戦後、公職追放処分を受ける。戦後間もなく、土持は郷里の都城市で会社づとめをしながら旧部下の富田元曹長を使い、光機関の服部徹元少佐を船主として台湾の密貿易を企てていたとする説があるが、詳細は不明。
1954年頃に陸上自衛隊へ入隊。第4特連隊、8混観察隊長を経て、1965年時点で2等陸佐、宮崎地連部長、中部方面募集課長。陸上自衛隊退官後、伊丹3Dの経理委員首座として悠々自適に過ごす。土建会社重役の風格ありと評された1994年12月13日、5年の直腸癌による闘病の末、逝去。